# مارسيا أشتون
مارسيا أشتون (بالإنجليزية: Marcia Ashton)‏ هي ممثلة بريطانية، ولدت في 1 يوليو 1932.

## وصلات خارجية
- مارسيا أشتون على موقع IMDb (الإنجليزية)
- مارسيا أشتون على موقع قاعدة بيانات برودواي على الإنترنت (الإنجليزية)
- مارسيا أشتون على موقع قاعدة بيانات الفيلم (الإنجليزية)